# Келлі Лінч
Ке́ллі Коллін Лінч (англ. Kelly Colleen Lynch; 31 січня 1959, Golden Valley, Міннесота) — американська акторка та модель.

## Ранні роки
Народилася у сім'ї танцюристки Барбари Дінгман і власника ресторану Роберта Лінча. З 4 років грала в театрі. У юності Келлі Лінч займалася танцями і відвідувала заняття в місцевому театрі, де навчалася на режисерку. Переїхавши до Нью-Йорка, успішно продовжила навчання театральному мистецтву. 
Трохи пізніше Лінч отримала пропозицію стати моделлю і в 1983 році, завдяки новій роботі, дебютувала в напівдокументальній стрічці «Портфоліо», у сюжеті якої знамениті моделі розповідали про свою професію. На початку 1980 років Келлі Лінч прославилася як одна з найефектніших фотомоделей агентства «Elite».

## Акторська кар'єра
У 1988 році на великі екрани вийшов перший значний фільм з Келлі Лінч у ролі Керрі Кулін, «Коктейль», де її партнером став Том Круз. Потім була драма «Яскраві вогні, велике місто», де акторка вперше зображала на екрані наркозалежну.
Через деякий час отримала пропозицію ролі у фільмі «Аптечний ковбой», у якому грала з Меттом Діллоном. Тоді ж Лінч отримала визнання і стала затребуваною акторкою.
Келлі Лінч не мала театрального досвіду, вона ніколи не вчилася в престижних акторських школах і не займалася з майстрами драми. Знялася в близько 50 фільмах.
Келлі Лінч відмовилася зніматися у фільмі «Основний інстинкт», роботою в якому прославилася Шерон Стоун.

## Особисте життя
У 1985 року народила дочку Шейн. У 1992 році одружилася з продюсером і сценаристом Мітчом Глейзером.

## Фільмографія
- 1988 — «Яскраві вогні, велике місто» (Bright Lights, Big City)
- 1988 — «Коктейль» (Cocktail)
- 1989 — «Придорожній заклад» (Road House)
- 1989 — «Аптечний ковбой» (Drugstore Cowboy)
- 1989 — «Теплий літній дощ» (Warm Summer Rain)
- 1990 — «Години відчаю» (Desperate Hours)
- 1991 — «Кучерява Сью» (Curly Sue)
- 1992 — «Три серця» (Three of Hearts)
- 1992 — «На кращі і гірші часи» (For Better and For Worse)
- 1994 — «Заборонені шанси» (Forbidden Choices)
- 1994 — «Злочини уяви» (Imaginary Crimes)
- 1994 — «Родина Бінів з Єгипту, штат Мен» (The Beans of Egypt, Maine)
- 1995 — «Віртуозність» (Virtuosity)
- 1995 — «Тягар білої людини» (White Man's Burden)
- 1996 — «В'язні небес» (Heaven's Prisoners)
- 2003 — «Безпритульні в Гарварді: історія Ліз Мюррей» / (Homeless to Harvard: The Liz Murray Story) — Джін Мюррей